# فيشال دادلاني
فيشال دادلاني ولد 28 يونيو 1973 في الهند وهو كاتب أغاني و ممثل وملحن موسيقى . إنه نصف الثنائي فيشال شيخار، الرجل الأمامي والمغني لإحدى فرق الروك الرائدة في الهند الخماسي .
كمغني قام بغناء العديد من الأغاني الناجحة لمختلف الأنواع بشكل ملحوظ دهون احسن، كوربان هوى، Jee le Zara، مارجايان، Iفيل جود جاب ميلا Tu ، Tu Meri ،، Har funn Maula ، Khuda Hafiz. ادعى في إحدى المقابلات أنه قادر على "غناء أي نوع من موسيقى الروك إلى الرومانسية، لأنه يمتلك نسيجًا صوتيًا خاصًا لنوع من النوع". كمغني في فرقة بينتجرام، الأعمال البارزة هي Voice، وTomorrow's Deceded، وI Must I، وLove Drug Climbdown والمزيد في المستقبل. كمخرج موسيقى، قام بتأليف بعض الأغاني لأفلام مثل أوم شانتي اوم انجانا انجانا دوستنا، أنا أكره قصص لوف، بانغ بانغ سلطان طالب عام، بيفيكر، حرب إلخ.
لقد تعاون دادلاني مع العديد من الفنانين العالميين مثل ايموجن هيب و ديبلو و ذا ذامبس و اكون .      